# Горохуватка (річка)
Горохува́тка — річка в Україні, у Кагарлицькій міській громаді Обухівського району та Рокитнянській селищній громаді Білоцерківського району Київської області. Ліва притока Росі (басейн Дніпра).

## Опис
Довжина 53 км, площа водозбірного басейну 489 км². Похил 1 м/км. Долина трапецієподібна, завширшки 1,5 км, завглибшки до 20 м.  Річище слабозвивисте, його пересічна ширина 5 м, завглибшки пересічно 1 м. Річище зарегульоване ставками. Використовується на зрошення. Уздовж Горохуватки є декілька давньоруських городищ, одне з них — залишки Торчеська, столиці чорних клобуків, на південь від села Шарки. Біля впадіння Горохуватки в Рось розташована археологічна пам'ятка — Бушевське городище.

## Розташування
Горохуватка бере початок біля села Новосілки. Тече на південь (частково — південний схід). Впадає до Росі на схід від села Бушеве за 148 км від її гирла.

## Притоки
Безіменна - права притока в Обухівській та Кагарлицькій міських громадах Обухівського району. Довжина - 32 км, площа басейну - 238 км², похил річки - 1,1 м/км. Бере початок біля села Макарівка, тече спочатку на південний захід потім на південний схід через села Антонівка,  Безіменне, Мирівка, Бендюгівка і впадає у Горохуватку у селі Стави за 30 км від її гирла.

## Населені пункти
Над річкою розташовані такі села (від витоків до гирла): Новосілки, Горохове, Горохуватка, Іванівка, Стави, Запруддя, Телешівка, Ромашки, Бакумівка, Шарки, Ольшаниця.